# Paul Falk
Paul Falk (Düsseldorf, 17 dicembre 1996) è un musicista, attore e doppiatore tedesco.

## Biografia e carriera
Paul è nato a Düsseldorf, Germania, il 17 dicembre 1996. Secondogenito, ha un fratello più grande di nome Max, di Angelica Falk e del produttore musicale Dieter Falk.
Fin dall'età di otto anni recita vari ruoli in diversi musical per bambini quali Mose – ein echt cooler Retter e Joseph – ein echt cooler Träumer. Attualmente è il protagonista (narratore) in "Die 10 Gebote"(con Dieter Falk e Michael Kunze), a cui ha contribuito anche alla melodia di una canzone.
Paul lavora anche come doppiatore. Ha dato la voce al kleinen König Macius (giovane re Macius) nel film Der kleine König Macius – Der Film (2007), che era stato previsto inizialmente portavoce, ed era quindi, nella categoria herausragende Nachwuchsleistung ai Deutschen Preis für Synchron 2008. Ha anche doppiato il personaggio nella seconda stagione della omonima serie televisiva, il 7 ottobre 2007 ha eseguito il "Voice Control" nel musical Starlight Express a Bochum. 
Insieme a suo fratello Max e a suo padre, rappresentanti la band Falk & Sons, ha suonato nel tour Celebrate Bach. L'album omonimo è stato pubblicato nel mese di novembre 2011 dalla Universal Music Group Deutschland.
Nel mese di giugno 2012 il film Kleine Morde è stato presentato al Filmfestival di Shanghai. Paul interpreta il suo primo ruolo da protagonista, insieme a Uwe Ochsenknecht e Ann-Kathrin Kramer.

## Filmografia parziale

### Cinema
- Kleine Morde, regia di Adnan Köse (2012)

### Televisione
- Squadra Speciale Colonia (SOKO Köln) - serie TV, un episodio (2011)
- Hotel 13 - serie TV, un episodio (2013)
- Die Auserwählten, regia di Christoph Röhl – film TV (2014)
- Herzensbrecher - serie TV, 9 episodi (2014-2016)
- Squadra Speciale Cobra 11 (Alarm für Cobra 11) - serie TV, un episodio (2016)
- Kaltfront, regia di Lars Henning - film TV (2016)
- Hamburg Distretto 21 (Notruf Hafenkante) - serie TV, un episodio (2019)

## Premi e riconoscimenti
Deutschen Preis für Synchron
- 2008 – Candidatura al Herausragende Nachwuchsleistung per Der kleine König Macius – Der Film